# Túpac Amaru II
Pour les articles homonymes, voir Túpac.
José Gabriel Condorcanqui Noguera, appelé également José Gabriel Túpac Amaru,, (Surimana, Canas, vice-royauté du Pérou, 19 mars 1738 – Cuzco, 18 mai 1781), connu ensuite sous le nom de Túpac Amaru II, est un cacique inca qui prit en 1780 la tête d'un mouvement de rébellion qui porte son nom contre les colons espagnols au Pérou.
Se prétendant un descendant direct de Túpac Amaru, le dernier empereur inca, exécuté par les Espagnols au XVIe siècle, José Gabriel Condorcanqui suscita un mouvement de sédition, qui sera la plus importante des révoltes anticoloniales survenues dans l’Amérique espagnole au cours du XVIIIe siècle. Cette révolte, surnommée « Grande Rébellion », eut lieu dans la vice-royauté du Pérou et dans la vice-royauté du Río de la Plata (subdivisions de l’Empire espagnol) et fut déclenchée le 4 novembre 1780 par la capture et subséquente exécution du corrégidor Antonio de Arriaga.
Kuraka (administrateur indigène) de Surimana, Tungasuca et Pampamarca, José Gabriel Condorcanqui s’était bâti une fortune en exploitant ses domaines et en s’adonnant au commerce. Ayant des ascendances tant espagnoles – ou plutôt criollos – qu’indiennes, il était en fait une personnalité métisse. Si, après avoir été élevé jusqu’à ses 12 ans par un prêtre criollo, Antonio López de Sosa, et avoir ensuite fréquenté le collège San Francisco de Borja à Cuzco, il embrassa largement, durant une grande partie de sa vie, la culture européenne criollo, parvenant à maîtriser le latin et portant des vêtements espagnols raffinés, il s’attachera plus tard à s’habiller comme un noble inca et à faire activement usage de la langue indienne quechua dans sa vie quotidienne et dans ses futures proclamations, et sera frappé d’excommunication par l’Église catholique.
Il fut le premier à réclamer la liberté pour toute l’Amérique et à vouloir l’affranchir de toute tutelle, que ce soit de l’Espagne ou de son monarque, ce qui impliquait à ses yeux non seulement l’émancipation politique, mais aussi l’élimination des divers modes d’exploitation des Indiens dans les corregimientos — la mita minière, le répartissement des marchandises (reparto), les corvées de travail (obrajes) — et la suppression de diverses taxations excessives, telles que l’alcabala et les droits de douane intérieurs (14 novembre 1780). En outre, pour la première fois en Amérique, il décréta l’abolition de l’esclavage des Noirs (16 novembre 1780). Son mouvement révolutionnaire, qui représenta un véritable point de basculement, conduisit les autorités coloniales à mettre à l’écart la classe des aristocrates indigènes, au demeurant fort peu nombreuse, et à renforcer la répression contre la société andine, de crainte que quelque chose de semblable ne pût jamais se reproduire.
Le mouvement échoua et Túpac Amaru II sera publiquement écartelé et décapité en 1781 à Cuzco. Cependant, il devint par la suite une figure mythique de la lutte péruvienne pour l'indépendance et pour la reconnaissance des droits des indigènes, et sera reconnu comme le fondateur de l’identité nationale péruvienne. Sa figure et son action ont inspiré et continuent d’inspirer un grand nombre de mouvements amérindiens passés et actuels, et ont joué un rôle symbolique central dans le régime de Juan Velasco Alvarado entre 1968 et 1975. Depuis lors, José Gabriel Condorcanqui est solidement ancré dans l’imaginaire populaire que Péruviens et Boliviens ont su entre-temps se réapproprier.

## Origines et fortune
José Gabriel Condorcanqui était le fils de Miguel Condorcanqui Uskikonsa et de Carmen Rosa Noguera Valenzuela. Grâce à son statut d’Indien noble, il put faire ses études chez les jésuites, au collège San Francisco de Borja, dit collège des caciques, à Cuzco.
Il maîtrisait les langues quechua, espagnole et latine, et parmi ses lectures on relève en particulier les Commentaires royaux sur le Pérou des Incas de Garcilaso de la Vega, les Sept Parties d’Alphonse X de Castille, les Saintes Écritures, le drame quechua Apu Ollantay, ainsi que plus tard des textes de Voltaire et de Rousseau, qu’il dut lire clandestinement, ces auteurs se trouvant alors sous le coup de la censure.
Le 25 mai 1758, il épousa Micaela Bastidas Puyucahua, avec qui il eut trois enfants : Hipólito, Mariano et Fernando, qui reçurent tous trois le patronyme Condorcanqui Bastidas. Six ans plus tard, il fut nommé cacique des territoires qui lui revenaient par héritage en droite ligne. Condorcanqui établit sa résidence dans la ville de Cuzco, au départ de laquelle il ne cessait de se déplacer alentour pour vérifier la bonne tenue de ses terres.
Par suite de ses activités économiques fructueuses, Condorcanqui commença à subir des pressions de la part des autorités espagnoles, qui cédaient notamment aux instances des transporteurs muletiers du bassin du Río de la Plata désireux de garder le monopole du transit de minerai à travers le Haut-Pérou. Les autorités espagnoles soumirent Condorcanqui au paiement de prébendes.
Il vécut la situation typique des kurakas, devant intercéder entre le corrégidor et les indigènes placés sous son autorité. Il eut à se soumettre, comme le reste de la population, à l’imposition de droits de douane et à la levée des alcabalas (taxe perçue sur les biens produits et vendus dans les colonies). Il adressa des réclamations à ce sujet, requérant en même temps que les indigènes fussent dispensés du travail obligatoire dans les mines (la mita), toutes requêtes acheminées par les voies régulières aux autorités coloniales à Tinta (es), Cuzco et ensuite à Lima, mais toujours suivies de réponses négatives ou traitées avec indifférence.
En outre, il s’appliqua à ce que lui fût reconnu son ascendance royale inca, poursuivant en ce sens pendant des années une action en justice auprès de l’Audiencia de Lima, mais pour être finalement débouté.

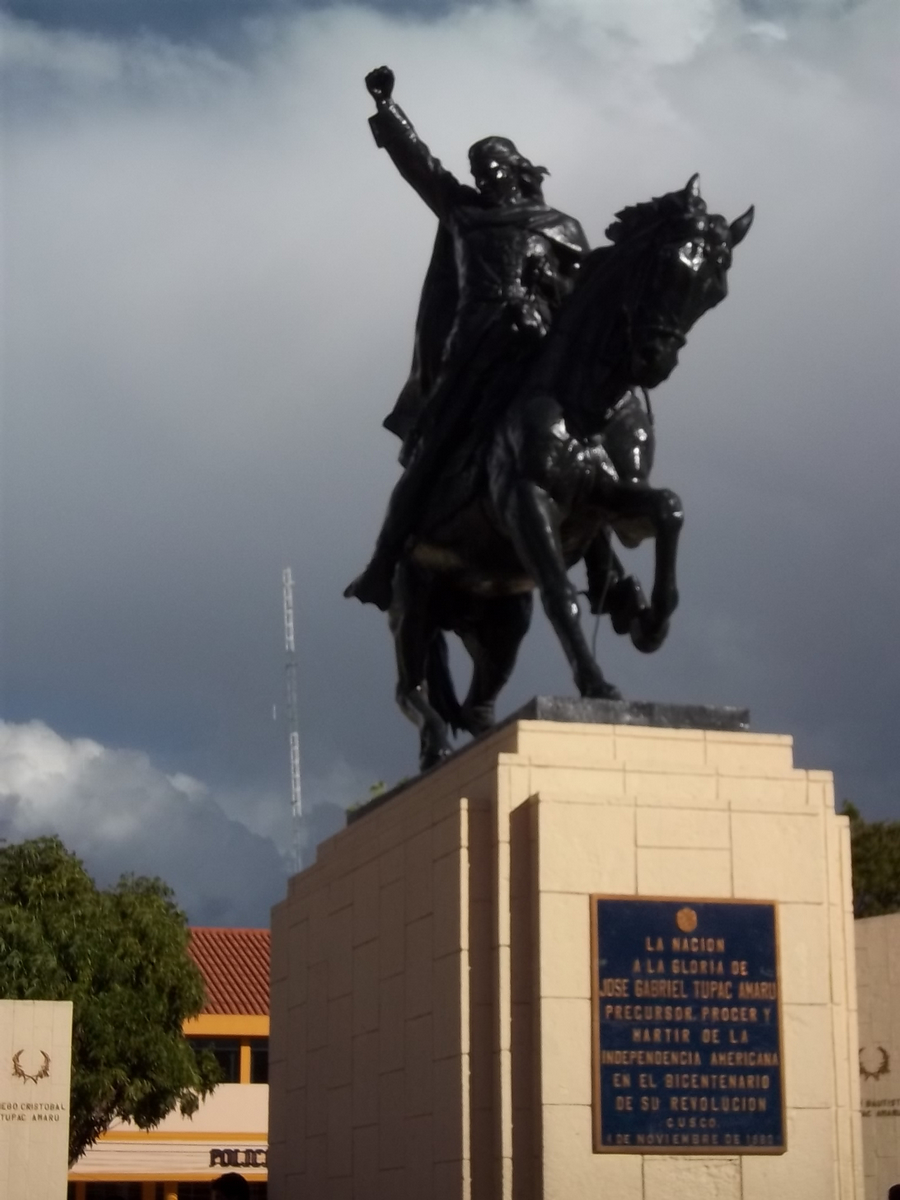
Monument érigé en hommage à José Gabriel Túpac Amaru, sur la place portant son nom dans la ville de Cuzco.

## Soulèvement
Le 4 novembre 1780, José Gabriel Condorcanqui entra en rébellion contre la domination espagnole, se faisant désormais nommer Túpac Amaru II, en l’honneur de son ancêtre, le dernier Inca de Vilcabamba. Túpac Amaru s’autoproclama « Inca, Seigneur des Césars et de l’Amazone », et lors de son couronnement prêta le serment suivant : « …Don José Premier, par la grâce de Dieu, Inca Roi du Pérou, de Santa Fe, de Quito, du Chili, de Buenos Aires et des Continents des Mers du Sud, Duc de la Superlativa, Seigneur des Césars et de l’Amazone avec des domaines dans le Grand Paititi, Commissaire dispensateur de la Piété divine, etc. ». Cependant, le mouvement à ses débuts reconnaissait encore l’autorité de la couronne, Túpac Amaru en effet affirmant que son intention n’était pas d’agir à l’encontre du roi, mais de s’en prendre au « mauvais gouvernement » des corrégidors. Ce n’est qu’ultérieurement que la rébellion se radicalisa pour se muer en un mouvement indépendantiste.
Son épouse Micaela Bastidas, de même que la parentèle des deux conjoints, joua un rôle primordial dans le mouvement, tant sur le plan du recrutement que de l’approvisionnement, et, jusqu’à un certain point, dans la prise de décisions.
Grâce à l’appui d’autres kurakas, de métis et de quelques criollos (personnes de souche européenne, mais nées dans les colonies), la révolte se propagea, et Túpac Amaru réussit à constituer des troupes de plusieurs dizaines de milliers de combattants. Entre ses propositions, l’on note en particulier l’abolition tant du reparto (répartissement des marchandises, par lequel les corrégidors obligeaient les Indiens d’acheter des biens à des prix très élevés) que de l’alcabala, des droits de douane et de la mita (corvée minière imposée aux indigènes) de Potosí.
L’appel que lançait Túpac Amaru II tendait à réunir, dans un même front anticolonial, indigènes, criollos, métis et noirs affranchis, mais ne sut éviter que la massification du mouvement ne convertît son action en une lutte raciale contre les Espagnols et les criollos (de façon générale, dans la vice-royauté du Pérou, les criollos n’avaient pas de positions antagonistes avec les Espagnols, partageant avec eux une commune opposition aux réformes bourbonniennes, mais restant fidèles à la couronne espagnole pour ce qui est des autres matières). De plus, les massacres perpétrés contre les Espagnols effrayèrent les ressortissants criollos qui refusèrent alors de s'associer au mouvement, voire passèrent dans le camp adverse.
Le mouvement de Túpac Amaru se déroula en deux phases :
- une première phase ou phase tupacamariste, où le mouvement était dirigé par José Gabriel Túpac Amaru, puis, après la mort de celui-ci, par son cousin Diego Cristóbal Túpac Amaru.
- une seconde phase ou phase tupakatariste, où la rébellion était poursuivie plus au sud par Julián Apaza Túpac Katari.

Marchant sur Cuzco, Amaru réussit à défaire à Sangarara le 18 novembre une troupe de 1 800 hommes (Hispaniques et Indiens loyaux à la couronne) envoyée à sa rencontre. Cuzco parvint à résister et Amaru subit une série de défaites contre les troupes envoyées de Lima. Trahi par deux de ses officiers, il sera capturé en avril 1781.

## Jugement et exécution
Après avoir été capturé le 6 avril 1781, Túpac Amaru fut enchaîné puis monté sur une mule pour être conduit à Cuzco. Une semaine plus tard, il entra dans la ville « avec une apparente sérénité », au son des cloches de la cathédrale saluant sa capture. Incarcéré dans le couvent des jésuites, il y fut ensuite interrogé et torturé jusqu’aux limites de l’évanouissement, à l’effet de lui arracher des informations concernant ses camarades de rébellion à Cuzco et dans d’autres villes, et sur ses armées qui alors occupaient encore de vastes territoires — tortures inutiles, puisqu’il ne fit aucun aveu. Les messages écrits avec son propre sang qu’il tenta de faire passer au-dehors furent interceptés. Dans la matinée du 29 avril, par suite des tortures pratiquées, son bras droit se fractura.
Au visiteur José Antonio de Areche, qui avait été dépêché par le roi Charles III pour diriger l’interrogatoire et l’exécution, et qui un jour pendant la détention de Túpac Amaru pénétra inopinément dans sa geôle pour exiger de lui, en échange de certaines promesses, qu’il révélât les noms des complices de la rébellion, le prisonnier fit la réponse suivante : « Seuls toi et moi sommes coupables, toi pour avoir opprimé mon peuple, et moi pour avoir tenté de le délivrer de pareille tyrannie. Nous méritons tous deux la mort ».
Le 18 mai 1781, fut accomplie, sous la forme d’une manifestation publique sur la place d’Armes de Cuzco (es), l’exécution de Túpac Amaru II, de sa famille et de ses partisans. Les prisonniers furent tirés de leurs geôles, fourrés dans de grands sacs de cuir et tous ensemble, l’un après l’autre, traînés par des chevaux jusqu’à la place. Conformément aux termes de la sentence, Túpac Amaru II fut contraint d’assister, au pied de l’échafaud, à la torture et mise à mort de ses alliés et amis, de son oncle, des deux plus âgés de ses fils, et enfin de son épouse, dans cet ordre. Ensuite, comme cela avait été pratiqué également sur plusieurs de ses lieutenants, sur son oncle et sur son fils aîné, on lui coupa la langue.
Enfin, l'on tenta de l’écarteler vif, en attachant chacun de ses membres à un cheval. Un témoin décrivit la scène comme suit :

« On lui attacha aux mains et aux pieds quatre liens, et après qu'on eut fixés ceux-ci au harnais de quatre chevaux, quatre métis tirèrent dans quatre directions différentes : spectacle qui jamais ne s’était vu dans cette ville. J'ignore si ce fut parce que les chevaux n’étaient pas assez forts, ou parce que l'Indien était en réalité de fer, l'on ne put absolument pas le diviser même après qu’on l'eut tiraillé pendant un long moment, si bien qu’on le tenait en l’air, dans une position pareille à une araignée. »

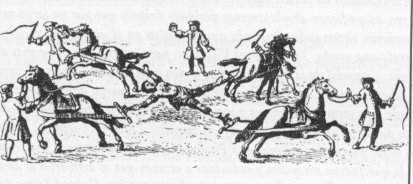
Tentative d'écartèlement de Túpac Amaru II.

Après l'échec de l’opération, les bourreaux se résolurent à décapiter le condamné et à le dépecer ensuite. Sa tête fut fichée au bout d’une lance et exhibée à Cuzco et à Tinta, ses bras furent exposés à Tungasuca et à Carabaya, et ses jambes à Livitaca (dans l’actuelle province de Chumbivilcas) et à Santa Rosa (actuelle province de Melgar, Puno). Ils procédèrent de la même manière avec les corps de ses proches parents et de ses partisans, pour en envoyer les morceaux dans d’autres villes et villages.
Selon certains, Túpac Amaru II aurait proféré peu avant son exécution cette phrase devenue célèbre : « Je reviendrai et je serai alors des millions », mais il semble qu’on doive l’attribuer plutôt à Tupac Katari.
Le fils cadet de Condorcanqui, Fernando, n’étant encore qu’un enfant de 10 ans, échappa à une exécution, mais fut cependant forcé d’assister au supplice et à la mort de toute sa famille et à passer sous la potence des suppliciés, et fut ensuite banni en Afrique, avec un ordre d’emprisonnement à perpétuité. Cependant le navire qui l’emportait se dérouta et atterrit à Cadix, où Fernando fut incarcéré dans les geôles souterraines de la ville. Le vice-roi Agustín de Jáuregui, par crainte que quelque puissance étrangère ne vînt le délivrer, proposa qu’on ne l’envoyât pas en Afrique, mais qu’on le gardât en Espagne. C’est dans ce pays que Fernando mourut en 1798.
En dépit de l’exécution de Túpac Amaru II et de sa famille, le gouvernement vice-royal n’était pas parvenu encore à étouffer tout à fait la rébellion, laquelle se poursuivit avec à sa tête son cousin Diego Cristóbal Túpac Amaru, tandis qu’au même moment le mouvement se propageait dans le Haut-Pérou et dans la région de Jujuy, dans le Nord-Ouest de l’actuelle Argentine.

## Messianisme de Túpac AmaruII

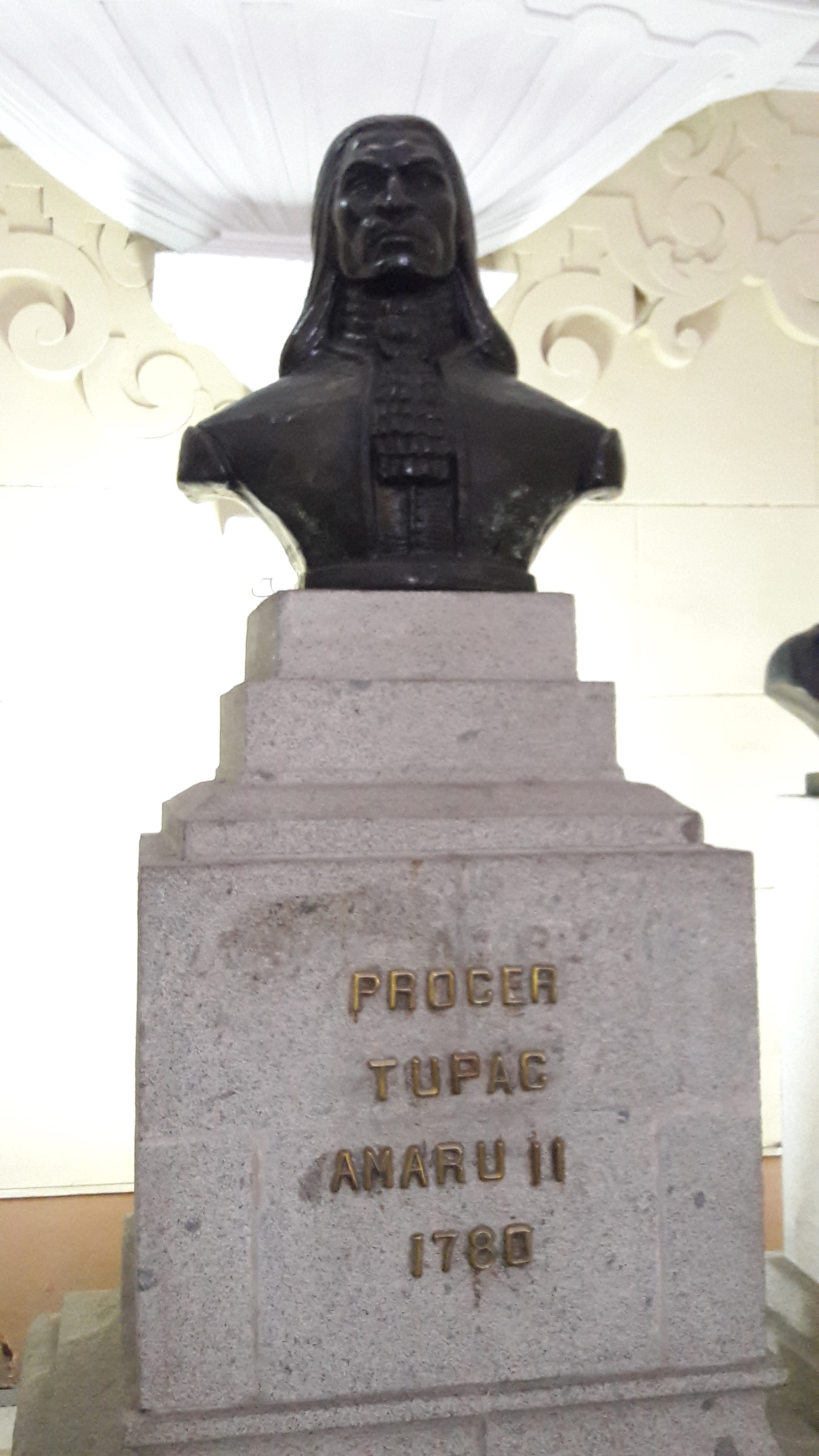
Buste de Túpac Amaru II au Panteón de los Próceres (Panthéon des Grandes Figures) à Lima.

La rébellion générale du Haut et du Bas-Pérou de 1780 fut menée par José Gabriel Condorcanqui, dit Túpac Amaru Inca, en premier lieu dans le but de libérer ses compatriotes des lourdes charges auxquelles ils étaient astreints par les autorités espagnoles depuis quasi trois siècles, et aggravées encore dans les décennies antérieures par les réformes bourbonniennes — telles que la mita (corvée de travail dans les mines), le repartimiento de efectos, les tributs, alcabalas et autres droits à payer, les travaux obligatoires dans les corregimientos, les dîmes et les prémices ecclésiastiques —, et d’éliminer les divisions en castes. Il se proposait de créer un royaume gouverné par une monarchie héréditaire inca et indépendant de l’Espagne ; il mit sur pied sa propre armée et sa propre administration, instaura la liberté de commerce et de travail et établit une imposition unique pour tous les sujets.
Pour communiquer avec les masses, l’Inca s’attachait à user d’un langage symbolique, de tendance messianique. Ce langage s’accompagnait de l’utilisation d’instruments de musique traditionnels, ainsi que de bannières, insignes et tenues vestimentaires incas. Le titre Inca lui-même avait une portée messianique (liée au mythe d’Inkarrí), attendu que l’Inca ne se manifestait pas uniquement comme roi et souverain légitime, mais aussi comme rédempteur, restaurateur du monde, sauveur des Indiens, tandis qu’il était escompté de lui des pouvoirs de thaumaturge. On lui attribuait des traits divins ou prodigieux.
Le système indigène de croyances admettait la figure de Túpac Amaru comme Dieu, rédempteur et libérateur des opprimés, c'est-à-dire comme une figure équivalente à celle du Christ. L’Inca renforça cette croyance, en affirmant que les Espagnols avaient empêché les indigènes d’accéder au Dieu véritable, et en se posant lui-même comme celui habilité à désigner les personnes aptes à enseigner la vérité à ses sujets.
Les paroles prononcées par Túpac Amaru II à son compagnon de lutte, Bernardo Sucacagua, selon lesquelles ceux qui mouraient en lui étant fidèles recevraient leur récompense, portent à penser que celui-là se voyait en principe comme le rédempteur. L’évêque de Cuzco affirma que Túpac Amaru II avait persuadé les Indiens de ce que ceux qui mouraient à son service ressusciteraient le troisième jour. Sahuaraura Tito Atauchi rapporta que les Indiens se jetaient dans les batailles sans peur et aveuglément, mais ne voulaient pas, même grièvement blessés, invoquer le nom de Jésus-Christ, ni se confesser. Cela serait explicable par le fait que Túpac Amaru II leur aurait dit que ceux qui ne disaient pas le nom de Jésus ressusciteraient le troisième jour, au contraire de ceux qui invoquaient ce nom. La version péruvienne, qui prévoyait la résurrection au cinquième jour, avait cours également.
Pour la majorité des rebelles péruviens, le fondement de leurs croyances relativement à la fin de la domination espagnole résidait dans la vision particulière qu’ils avaient du futur, où l’Inca revenu devait mettre un terme à la domination espagnole et rétablir l’ordre sur le monde. À l’inverse, la mort de l’Inca entraînerait une destruction de l’ordre, du principe régissant le monde. La mort de Túpac Amaru, étant celle d’un Inca, était la mort d’un homme qui réunissait la terre, le ciel et les éléments ; c’était la mort du fils du soleil. Ce mythe d’Inkarrí, qui prédisait le retour d’un Inca entreprenant de redresser le monde injuste, était un symbole unificateur puissant susceptible de rassembler des populations indigènes disparates séparées par la géographie et par les barrières ethniques. Mais le mythe pouvait aussi agir comme un ferment de division, dès lors que n’étaient pas réunies toutes les conditions nécessaires pour gouverner ; tel était le cas de José Gabriel Condorcanqui alias Túpac Amaru II, que beaucoup de nobles incas considéraient comme un parvenu imposteur, au lieu d’un authentique rédempteur, quand bien même il se revendiquait comme le descendant du dernier inca, Felipe Túpac Amaru ou Túpac Amaru I.

## Retentissement et postérité
La révolte de Túpac Amaru II eut une résonance telle que les indigènes insurgés dans la plaine de Casanare, en Nouvelle-Grenade, le reconnaissaient comme roi d’Amérique.
La rébellion de Túpac Amaru II marqua dans l’histoire du Pérou le point de départ du processus d’émancipation vis-à-vis de l’Espagne. Divers mouvements politiques ultérieurs invoquèrent le nom de Túpac Amaru II afin de gagner l’appui des indigènes, comme ce fut le cas notamment de Felipe Velasco Túpac Amaru Inca alias Felipe Velasco Túpac Inca Yupanqui, qui organisa un soulèvement dans la province de Huarochirí (Lima) en 1783.
La grande révolte de Túpac Amaru II eut d’autre part une influence déterminante sur la conspiration dite des Trois Antoine, qui fut mise au jour dans la capitainerie du Chili en janvier 1781, alors que l’insurrection tupamariste était en pleine expansion. Les trois conjurés, dont deux d’ailleurs étaient d’origine française, s’étaient déterminés à agir après que leur furent parvenues les nouvelles de l’avancée de Túpac Amaru II au Pérou.

### XXeetXXIesiècles
Dans le Pérou moderne, le gouvernement du général Juan Velasco Alvarado (1968-1975) adopta l’effigie stylisée de Túpac Amaru II comme symbole du Gouvernement révolutionnaire des Forces armées dont il avait la tête. Il le reconnut comme héros national en 1968. En son honneur, il rebaptisa l’un des salons principaux du palais de Gouvernement du Pérou, qui s’était appelé jusqu’alors salon Francisco Pizarro (salon que l’élite de la Lima républicaine avait créé puis maintenu tel durant les deux premiers tiers du XXe siècle, pour marquer son estime pour le conquistador espagnol), en salon Túpac Amaru, faisant en outre enlever le portrait de Pizarro du centre supérieur du salon pour lui substituer celui du révolutionnaire indigène. C’est aussi sous son gouvernement que fut aménagée l’avenue Túpac Amaru, l’une des plus longues (22 km) de la ville de Lima, et qui relie le Cono Norte (alors encore coupé du reste de la capitale) avec le centre-ville.
Túpac Amaru II est considéré, métaphoriquement, comme un précurseur de l’indépendance du Pérou. À l’heure actuelle, sa figure est fréquemment revendiquée par les mouvements indigènes andins, ainsi que par des mouvements politiques situés à gauche, et est devenue, à côté de celle de Túpac Katari, la référence historique centrale. La plupart des organisations politiques, syndicales et culturelles qui se réclament de l’indigénisme utilisent le nom de Túpac Amaru ou — et davantage encore sans doute — de Túpac Katari, ou encore de Bartolina Sisa, pour souligner la continuité entre leur combat et celui de ces résistants célèbres.
D’autre part, son nom fut récupéré également par le Mouvement révolutionnaire Túpac Amaru ou MRTA, groupement de guérilléros, ultérieurement terroriste, qui opéra au Pérou de 1985 à 1997. Le MRTA se fit connaître internationalement par la crise des otages à l'ambassade japonaise de 1996-1997 et fut l’une des parties belligérantes dans la guerre civile au Pérou entre 1980 et 2000.
En Uruguay, les Tupamaros, connus aussi sous la dénomination de Mouvement de Libération nationale ou sous le sigle MLN-T, étaient un groupe d’insurgés actif dans les décennies 1960 et 1970, dont les militants s’étaient donné ce nom par admiration et respect pour Túpac Amaru II. Le vocable tupamaro, terme méprisant dont les autorités espagnoles de l’époque coloniale accablaient dans le Río de la Plata les patriotes qui avaient rejoint le mouvement indépendantiste de 1810, semble trouver son origine dans le soulèvement tupacamariste et fut ensuite repris par Eduardo Acevedo Díaz, romancier uruguayen réaliste de la fin du XIXe siècle. En ce qui concerne le mouvement politique uruguayen spécifiquement, le mot apparut pour la première fois en novembre 1964 dans un tract distribué lors d’une assemblée universitaire, tract où l’on pouvait lire : « T N T Tupamaros no transamos » (« Nous Tupamaros ne transigeons pas »).
Au Venezuela, le Mouvement tupamaro du Venezuela, de tendance marxiste, s’inspirant des susmentionnés guerrilléros uruguayens, mena une activité armée entre 1992 et 1998, pour ensuite s’intégrer dans la vie politique ordinaire.
Aux États-Unis, le célèbre rappeur 2pac (1971-1996) dut son nom de baptême Túpac Amaru Shakur à l’admiration que sa mère Afeni Shakur (militante de l’organisation noire américaine des Panthères noires) vouait à Túpac Amaru II.
En Argentine, le nom du chef rebelle péruvien fut adopté par l’Association Túpac Amaru, mouvement politique et social indianiste fondé en 2001 dans la province de Jujuy, et qui est actuellement implanté dans 15 provinces du pays.
Enfin, la figure de Túpac Amaru a trouvé sa place dans la galerie des Patriotes latinoaméricains, constituée en 2010 (année du bicentenaire (es) de la révolution de Mai) dans la Casa Rosada par la présidente argentine Cristina Fernández.

## Arbre généalogique
|  |                                                                                        |  |  |  |  |  |  |  |  |  |  |  |  |  |  |  |
|  | Don Diego Felipe Condorcanqui                                                          |  |  |  |  |  |  |  |  |  |  |  |  |  |  |  |
|  |                                                                                        |  |  |  |  |  |  |  |  |  |  |  |  |  |  |  |
|  |                                                                                        |  |  |  |  |  |  |  |  |  |  |  |  |  |  |  |
|  | Blas Condorcanqui, kuraka de Surimana, Pampamarca et Tungasuca                         |  |  |  |  |  |  |  |  |  |  |  |  |  |  |  |
|  |                                                                                        |  |  |  |  |  |  |  |  |  |  |  |  |  |  |  |
|  |                                                                                        |  |  |  |  |  |  |  |  |  |  |  |  |  |  |  |
|  | Doña Juana Pilcohuaco, Ñusta                                                           |  |  |  |  |  |  |  |  |  |  |  |  |  |  |  |
|  |                                                                                        |  |  |  |  |  |  |  |  |  |  |  |  |  |  |  |
|  |                                                                                        |  |  |  |  |  |  |  |  |  |  |  |  |  |  |  |
|  | Sebastián Condorcanqui de Torres, kuraka de Surimana, Pampamarca et Tungasuca          |  |  |  |  |  |  |  |  |  |  |  |  |  |  |  |
|  |                                                                                        |  |  |  |  |  |  |  |  |  |  |  |  |  |  |  |
|  |                                                                                        |  |  |  |  |  |  |  |  |  |  |  |  |  |  |  |
|  | Francisca Torres                                                                       |  |  |  |  |  |  |  |  |  |  |  |  |  |  |  |
|  |                                                                                        |  |  |  |  |  |  |  |  |  |  |  |  |  |  |  |
|  |                                                                                        |  |  |  |  |  |  |  |  |  |  |  |  |  |  |  |
|  | Miguel Condorcanqui Usquiconsa, kuraka de Surimana, Pampamarca et Tungasuca            |  |  |  |  |  |  |  |  |  |  |  |  |  |  |  |
|  |                                                                                        |  |  |  |  |  |  |  |  |  |  |  |  |  |  |  |
|  |                                                                                        |  |  |  |  |  |  |  |  |  |  |  |  |  |  |  |
|  | Catalina Usquiconsa                                                                    |  |  |  |  |  |  |  |  |  |  |  |  |  |  |  |
|  |                                                                                        |  |  |  |  |  |  |  |  |  |  |  |  |  |  |  |
|  |                                                                                        |  |  |  |  |  |  |  |  |  |  |  |  |  |  |  |
|  | José Gabriel Condorcanqui, Túpac Amaru II, kuraka de Surimana, Pampamarca et Tungasuca |  |  |  |  |  |  |  |  |  |  |  |  |  |  |  |
|  |                                                                                        |  |  |  |  |  |  |  |  |  |  |  |  |  |  |  |
|  |                                                                                        |  |  |  |  |  |  |  |  |  |  |  |  |  |  |  |
|  | Rosa Noguera Valenzuela                                                                |  |  |  |  |  |  |  |  |  |  |  |  |  |  |  |
|  |                                                                                        |  |  |  |  |  |  |  |  |  |  |  |  |  |  |  |
|  |                                                                                        |  |  |  |  |  |  |  |  |  |  |  |  |  |  |  |

|  |                                         |  |  |  |  |  |  |  |  |  |  |  |  |  |  |  |
|  | Túpac Yupanqui, Sapa Inca               |  |  |  |  |  |  |  |  |  |  |  |  |  |  |  |
|  |                                         |  |  |  |  |  |  |  |  |  |  |  |  |  |  |  |
|  |                                         |  |  |  |  |  |  |  |  |  |  |  |  |  |  |  |
|  | Huayna Cápac, Sapa Inca                 |  |  |  |  |  |  |  |  |  |  |  |  |  |  |  |
|  |                                         |  |  |  |  |  |  |  |  |  |  |  |  |  |  |  |
|  |                                         |  |  |  |  |  |  |  |  |  |  |  |  |  |  |  |
|  | Mama Ocllo, Coya                        |  |  |  |  |  |  |  |  |  |  |  |  |  |  |  |
|  |                                         |  |  |  |  |  |  |  |  |  |  |  |  |  |  |  |
|  |                                         |  |  |  |  |  |  |  |  |  |  |  |  |  |  |  |
|  | Manco Inca Yupanqui, Inca de Vilcabamba |  |  |  |  |  |  |  |  |  |  |  |  |  |  |  |
|  |                                         |  |  |  |  |  |  |  |  |  |  |  |  |  |  |  |
|  |                                         |  |  |  |  |  |  |  |  |  |  |  |  |  |  |  |
|  | Túpac Amaru, Inca de Vilcabamba         |  |  |  |  |  |  |  |  |  |  |  |  |  |  |  |
|  |                                         |  |  |  |  |  |  |  |  |  |  |  |  |  |  |  |
|  |                                         |  |  |  |  |  |  |  |  |  |  |  |  |  |  |  |
|  | Juana Pilcohuaco, Ñusta                 |  |  |  |  |  |  |  |  |  |  |  |  |  |  |  |
|  |                                         |  |  |  |  |  |  |  |  |  |  |  |  |  |  |  |
|  |                                         |  |  |  |  |  |  |  |  |  |  |  |  |  |  |  |

- L’historienne María Rostworowski explique qu’au sein des panacas la filiation est matrilinéaire, c'est-à-dire que l’on appartient à telle panaca par la mère[19].
- Le Diccionario Histórico-Biográfico del Perú indique que le patronyme de Catalina del Camino, grand-mère de Túpac Amaru II, était réellement Catalina Usquiconsa, ainsi que celui de son fils[20].

## Présences dans la culture

### Musique
- Tupac Amaru, poème symphonique du compositeur vénézuélien Alfredo del Mónaco, qui connaît sa première exécution sur scène en 1977, et a été depuis lors interprété dans nombre de festivals internationaux.
- La chanson Águila de trueno (parte II), figurant sur l’album Kamikaze, de Luis Alberto Spinetta s’inspire de la figure de Túpac Amaru II.
- Le groupe français de hip-hop Canelason a composé un morceau intitulé Libre, qui raconte l’histoire du révolutionnaire et de sa tragique exécution.
- Depuis quelques années, des dizaines de groupes rock péruviens exploitent des thématiques rebelles en les assortissant de l’image et du concept révolutionnaire de Túpac Amaru.

### Littérature
- Gérard Herzhaft, Tupac Amaru : La Révolte des Incas, roman, Paris, Flammarion, coll. « Castor Poche », 2002.
- Ángel Avendaño, Túpaq Amaru. Los días del tiempo profético, roman, Lima, INC-Cusco/UNMSM, 2006.

### Cinéma
- Túpac Amaru, drame historique cubant-péruvien réalisé par Federico García Hurtado, produit par l'ICAIC, 1984.
- Túpac Amaru, algo está cambiando: something is changing, documentaire argentin réalisé par Magalí Buj et Federico Palumbo, 2012.

### Autre
- Son nom est choisi comme prénom par la mère, activiste des droits civiques, du rappeur à succès, décédé, Tupac Amaru Shakur, dit 2pac.

## Corrélats
- Túpac Katari (1750-1781)
- Tomás Katari (1740-1778)
- Révolte de Túpac Amaru II